# Vereniging Openbaar Onderwijs
De Vereniging Openbaar Onderwijs (afgekort: VOO) is een vereniging die opkomt voor de belangen van het primair en voortgezet onderwijs in Nederland.

## Geschiedenis
Naar aanleiding van discussies over en aanvallen op het openbaar onderwijs in Nederland werd in 1866 de Vereeniging tot bevordering van het Volksonderwijs opgericht, ook wel Vereniging Volksonderwijs genoemd. In het hele land werden afdelingen van deze vereniging opgericht in de periode hierna. In 1968 werd de naam gewijzigd naar de huidige benaming. De vereniging is van oorsprong een vereniging van ouders, maar richt zich inmiddels op het funderend onderwijs als geheel.

### De schoolstrijd
De schoolstrijd speelt een grote rol in de oprichting van de vereniging. In 1857 kwam een nieuwe wet die te maken had met het lager onderwijs. Het ging over voorschriften voor de grootte van klassen en salarissen van personeel, maar ook bijzondere scholen die geen subsidie zouden krijgen van de overheid. Deze wet bracht grote commotie teweeg, zeker bij de scholen gestoeld op christelijke gedachten. Naar aanleiding van deze wet werden dan ook christelijke organisaties opgericht die zich zouden gaan richten op de oprichting van christelijke scholen, met als eis om bijzondere scholen te subsidiëren. Dit werd ook een strijd tégen het openbaar onderwijs.

### De Vereeniging Volksonderwijs
Zo ontstond de noodzaak om een organisatie op te richten die tegenwicht zou bieden aan de aanvallen op het openbaar onderwijs en de belangen van het openbaar onderwijs in Nederland zou behartigen. Op 25 mei 1866 kwamen op verzoek van twee schoolopzieners ongeveer twintig mensen bij elkaar. Zij namen het besluit om de vereniging 'Volksonderwijs' op te richten, met als doel het openbaar onderwijs te verdedigen.
In eerste instantie beperkte de vereniging haar activiteiten tot het schrijven van artikelen in kranten en het uitbrengen van brochures. In 1868 telde de vereniging zo'n 700 leden en in 1970 werd besloten de toen nog vooral Friese vereniging om te dopen tot de 'Vereeniging tot bevordering van het Volksonderwijs in Nederland'. De vereniging zou de beginselen van het openbaar onderwijs verdedigen, verbetering van het volksonderwijs zelf nastreven, maar ook pleiten voor de invoering van leerplicht en het bestrijden van schoolverzuim. Tevens zou er een maandblad komen, die de Maandbode der Nederlandsche Vereeniging Volksonderwijs zou gaan heten.
Naar aanleiding van de wens van de jonge Aletta Jacobs om toegelaten te worden tot de middelbare school, tot dan toe niet voor meisjes toegankelijk, steunde de vereniging in 1871 ook het bevorderen van onderwijs voor meisjes. Van daaruit besloot de vereniging in 1874 ook om politieke kwesties meer te gaan bespreken.
In de tussentijd blijft de vereniging groeien in ledental. Zeker na de fusie van de 'Nederlandse Schoolverbond' (een vereniging die in 1870 was opgericht om schoolverzuim te bestrijden), toen telde de vereniging 10.000 leden over 26 verschillende afdeling. Bij de fusie tussen de Vereeniging Volksonderwijs en de Nederlandse Schoolverbond kwam ook een nieuwe naam: de 'Vereeniging tot bevordering van het Volksonderwijs en het Schoolbezoek in Nederland'. De nieuwe vereniging focuste ze zich onder meer op de nieuwe Onderwijswet van 1878, waar voorschriften voor salarissen en schoolgebouwen werd uitgebreid. Na het aannemen van deze weet steeg het ledental van de vereniging sterk.

### Pacificatie
Een van de doelen van de vereniging was het invoeren van leerplicht voor kinderen. Deze Leerplichtwet kwam er in 1901, ingevoerd door de voormalig voorzitter van de vereniging die in 1897 minister werd: Goeman Borgesius. Door de invoering van de wet zagen velen dit als sluitstuk en het einde van de schoolstrijd. Het aantal leden van de vereniging daalde en er werd zelfs gesproken over opheffing van de vereniging.
Daar werd echter van teruggekomen toen Abraham Kuyper, voorman van de Anti-Revolutionaire Partij (ARP), verkondigde dat openbare scholen een uitzondering moesten worden en bijzondere scholen de gebruikelijke vorm van onderwijs moest zijn. De vereniging werd toen opnieuw actiever om de belangen van het openbaar onderwijs te vertegenwoordigen. Deze strijd eindigde met de Pacificatie van 1917. In dat jaar werd afgesproken dat de financiering van openbaar en bijzonder onderwijs gelijk zou worden gesteld. Voor de vereniging was de Pacificatie echter een teleurstelling. De schoolstrijd was niet voorbij, maar verplaatst naar de gemeenteraden omdat die nu gingen over de toestemming om scholen te stichten in hun gemeente met overheidsgeld. Hiervoor waren een minimum aantal handtekeningen nodig, waardoor een heuse handtekeningenzwendel ontstond om zo maar scholen op te kunnen richten. De vele extra scholen die ontstonden dienden het te doen van dezelfde pot overheidsgeld en dus ging de kwaliteit van het bestaande (openbaar) onderwijs erop achteruit. Hierop nam de vereniging in 1936 het standpunt aan dat wettelijke regels voor de stichting van bijzondere scholen verzwaard moesten worden.
Ten tijde van de oorlog ondernam de vereniging weinig activiteiten. Na de oorlog leken de tegenstellingen tussen openbaar en bijzonder onderwijs te verdwijnen en de vereniging groeide tot 125.000 leden in 1950. Steeds vaker was voor kinderen niet het lager onderwijs het eindpunt van leerlingen en dus focuste de vereniging zich sindsdien ook op het voortgezet onderwijs. Zo was de Wet op het voortgezet onderwijs, ook wel de Mammoetwet genoemd, een belangrijk dossier voor de vereniging om zich in te verdiepen.

### VOO
In 1964 werd de instelling van ouderraden, oudercommissies en schoolraden bij wet verplicht. Hierom sloeg de vereniging ook een nieuwe richting in en ging zich focussen op de begeleiding van deze adviesorganen. Daarbij fuseerde de vereniging in 1968 ook met de Nederlandse Ouderraad voor het Openbaar Lager Onderwijs (NORLO), die in 1923 werd opgericht en werd zo de Vereniging Openbaar Onderwijs. Sinds die tijd zet VOO zich in voor het verbeteren van het onderwijs in het algemeen, maar helpt ook medezeggenschappers met de mogelijkheden die er zijn.
In 2014 werd de subsidie vanuit het Ministerie van Onderwijs, Cultuur en Wetenschap voor de vereniging stopgezet.

## Doelstellingen
VOO heeft als kerndoelstelling dat kinderen met alle achtergronden samen met elkaar naar school horen te gaan, niet gescheiden van elkaar op basis van levensovertuiging of geloof. Hierom kent de VOO ook het motto: 'Samen leven, samen leren'.
Daarnaast is VOO voorstander van democratisering van het primair en voortgezet onderwijs, onder meer door medezeggenschap meer bevoegdheden te geven.

## Activiteiten
De vereniging organiseert cursussen en bijeenkomsten voor ouders en leerkrachten, adviseert medezeggenschappers bij vragen en denkt mee over landelijke onderwijs gerelateerde wet- en regelgeving. Zo is de VOO medevormgever van de Wet medezeggenschap op scholen (WMS) en discussieert mee over nieuwe onderwijswetten. Daarnaast poogt VOO de onderwijskwaliteit in algemene zin te verbeteren, bijvoorbeeld door in te zetten op een protocol tegen pesten. Samen met VOS/ABB organiseert VOO elk jaar de School!Week: een campagneweek voor het openbaar onderwijs met landelijke evenementen en activiteiten op scholen.